# Phacellodomus erythrophthalmus
El espinero ojirrojo (Phacellodomus erythrophthalmus) o espinero ojirrubio, es una especie de ave paseriforme de la familia Furnariidae perteneciente al género Phacellodomus.  Es endémica de la Mata Atlántica del este de Brasil.

## Distribución y hábitat
Se distribuye en el sureste de Brasil desde el sur de Bahia hacia el sur hasta el noreste de São Paulo.
Esta especie es considerada poco común en su hábitat natural: el denso sotobosque de bordes de selvas húmedas y bosques secundarios de la Mata Atlántica, localmente hasta los 1600 m de altitud.

## Estado de conservación
El espinero ojirrojo es considerado una especie bajo preocupación menor por la Unión Internacional para la Conservación de la Naturaleza (IUCN).

## Sistemática

### Descripción original
La especie P. erythrophthalmus fue descrita por primera vez por el naturalista alemán Maximilian zu Wied-Neuwied en 1821 bajo el nombre científico Anabates erythrophthalmus; la localidad tipo es: «Rio Catolé, Bahia, Brasil».

### Etimología
El nombre genérico masculino «Phacellodomus» deriva del griego «phakellos»: amontonado de palitos, y «domos»: casa; en referencia al típico nido de estas especies; y el nombre de la especie «erythrophthalmus», se compone de las palabras del griego «eruthros»: rojo, y «ophthalmos»: ojo; significando «de ojo rojo».

### Taxonomía
La especie Phacellodomus ferrugineigula fue tradicionalmente considerada conespecífica con la presente, pero los estudios de Simon et al. (2008) constataron diferencias morfológicas, de hábitat, de formato del nido y de vocalización (muy significativas). Además, las dos especies se reproducen en simpatría en algunas áreas del valle del Paraíba do Sul (estados de São Paulo y Río de Janeiro) y en el este de Minas Gerais, sin evidencias de intergradación entre ellas. La elevación al rango de especie plena fue aprobado en la Propuesta No 371 al Comité de Clasificación de Sudamérica. Anteriormente estuvo colocada en un género monotípico Drioctistes. Es monotípica.